# Chmeľová
Chmeľová é um município da Eslováquia, situado no distrito de Bardejov, na região de Prešov. Tem 12,43 km² de área e sua população em 2018 foi estimada em 373 habitantes.

## Demografia
| Ano:        | 1994 | 2004   | 2014   | 2024   |
| ----------- | ---- | ------ | ------ | ------ |
| Broj ljudi: | 386  | 399    | 390    | 364    |
| Razlika:    |      | +3,36% | -2,25% | -6,66% |

| Ano:               | 2023 | 2024   |
| ------------------ | ---- | ------ |
| Número de pessoas: | 357  | 364    |
| Diferença:         |      | +1,96% |